# Discografia de Ayumi Hamasaki
A discografia de Ayumi Hamasaki, uma cantora Japonesa, consiste em seus doze álbuns de estúdio, , cinquenta singles, cinco álbuns de compilação, 20 álbuns remixados, 18 DVD's de concertos e quatro box sets.
Ayumi, lançou seu primeiro álbum, Nothing from Nothing na Nippon Columbia. Porém, o álbum não obteve sucesso, e alcançou a posição 198 na Oricon, após isso, ela foi demitida da gravadora. Pouco tempo depois, Ayumi consegui um contrato com a Avex Trax onde lançou vários singles desde 1998 seguidos pelo seu primeiro álbum, A Song for XX, em 1999. Desde 2003, seus disco vendem cada vez menos. "&", de Julho de 2003 foi o primeiro single a vender menos de 500 mil cópias; (Miss)understood, de Janeiro de 2006, foi o primeiro álbum a não vender 1 milhão de cópias; Secret, de Novembro de 2006, foi o primeiro a não receber o certificado de milhão pela RIAJ (Associação da Indústria de Discos do Japão), e Guilty, de Janeiro de 2008, foi o primeiro álbum que não estreou na posição nº 1 da Oricon. Ayumi já vendeu cerca de 76 milhões de discos, dos quais 50 milhões só no Japão e vendeu cerca de de 40 milhões singles. De acordo com o Music Station ela é o terceiro artista que mais vendeu discos no Japão nos últimos 50 anos.

## Álbuns

### Álbuns de estúdio
| Ano  | Título                                               | Posições | Posições | Posições | Posições | Posições | Vendas/Certificações |
| Ano  | Título                                               | JP       | CH       | HK       | SG       | TW       | Vendas/Certificações |
| ---- | ---------------------------------------------------- | -------- | -------- | -------- | -------- | -------- | --- |
| 1999 | A Song for XX - Formatos: CD, Cassete                | 1        | 1        | 1        | 1        | 1        | - Vendas (2º a Oricon): 1.4 Milhão - Vendas (2º a Avex): 2 Milhão - Vendas na Ásia: 2.5 Milhão - RIAJ Certificação: Milhão (Million) |
| 1999 | Loveppears - Formatos: CD, Cassete                   | 1        | 1        | 1        | 1        | 1        | - RIAJ Certificação: 2x Milhão (2x Million)                                                                                          |
| 2000 | Duty - Formatos: CD, Cassete                         | 1        | 1        | 1        | 1        | 1        | - RIAJ Certificação: 3x Milhão (3x Million)                                                                                          |
| 2002 | I am… - Formatos: CD, Cassete                        | 1        | 1        | 1        | 1        | 1        | - RIAJ Certificação: 3x Milhão (3x Million)                                                                                          |
| 2002 | Rainbow - Formatos: CD, DVD-Audio, Cassete           | 1        | 1        | 1        | 1        | 1        | - RIAJ Certificação: 2x Milhão (2x Million)                                                                                          |
| 2004 | My Story - Formatos: CD, Download, SACD, DVD-Audio   | 1        | 1        | 1        | 1        | 1        | - RIAJ Certificação: Milhão (Million)                                                                                                |
| 2006 | (Miss)understood - Formatos: CD, Download            | 1        | 1        | 1        | 1        | 1        | - RIAJ Certificação: Milhão (Million)                                                                                                |
| 2006 | Secret - Formatos: CD, Download                      | 1        | 1        | 1        | 1        | 1        | - RIAJ Certificação: 3x Platinum (3x Platinum)                                                                                       |
| 2008 | Guilty - Formatos: CD, Download                      | 2        | 1        | 1        | 1        | 1        | - RIAJ Certificação: 3x Platina (3x Platinum)                                                                                        |
| 2009 | Next Level - Formatos: CD, Download, USB flash drive | 1        | 1        | 1        | 1        | 1        | - RIAJ Certificação: 2x Platina (2x Platinum)                                                                                        |
| 2010 | Rock 'n' Roll Circus - Formatos: CD, Download        | 1        | 1        | 1        | 1        | 1        | - Vendas (2º a Oricon): 317,082 - Vendas (2º a Avex): 490,000 - Vendas na Ásia: 1.3 milhão - RIAJ Certificação: Platina              |
| 2010 | Love songs - Formatos: CD, Download                  | 1        | 1        | 1        | 1        | 1        | - Vendas (2º a Oricon): 263,689 - Vendas (2º a Avex): 315,000 - Vendas na Ásia: - RIAJ Certificação: Platina                         |
| 2012 | Party Queen - Formatos: CD, Download                 | 2        | -        | -        | -        | 2        | - Vendas (2º a Oricon): 148,290 - RIAJ Certificação: Ouro                                                                            |
| 2013 | Love Again - Formatos: CD, Blu-Ray, Download         | 1        | -        | -        | -        | 2        | - Vendas (2º a Oricon): 88,825 - RIAJ Certificação: Ouro                                                                             |
| 2014 | Colours - Formatos: CD, Blu-Ray, Download            | 5        | -        | -        | -        | 1        | - Vendas (2º a Oricon): 52,658 - RIAJ Certificação: Ouro                                                                             |
| 2015 | A One - Formatos: CD, Blu-Ray, Download              | 4        | -        | -        | -        | 1        | - Vendas (2º a Oricon): 52,816 |
| 2016 | M(a)de In Japan - Formatos: CD, Blu-Ray, Download    | 2        | -        | -        | -        | -        | - Vendas (2º a Oricon): 39,297 |

- "—" mostra que há falta de informação.

### EP/Mini-álbuns
| Ano  | Título                                       | Posições | Posições | Posições | Posições | Posições | Vendas/certificações |
| Ano  | Título                                       | JP       | CH       | HK       | SG       | TW       | Vendas/certificações |
| ---- | -------------------------------------------- | -------- | -------- | -------- | -------- | -------- | --- |
| 1995 | Nothing from Nothing - Formatos: CD, Cassete | 198      | —        | —        | —        | —        | — |
| 2003 | Memorial Address - Formatos: CD, Download    | 1        | 1        | 1        | 1        | 1        | - Vendas (2º a Oricon): 1 milhão - Vendas (2º a Avex): 1.2 milhão - Vendas na Ásia: 1.5 milhão - RIAJ Certificação: Milhão (Million) |
| 2011 | Five - Formatos: CD, Download                | 1        | -        | -        | -        | 2        | - RIAJ Certificação: Ouro |
| 2012 | Love - Formatos: CD, Download                | 4        | -        | -        | -        | 1        | - RIAJ Certificação: Ouro |
| 2012 | Again - Formatos: CD, Download               | 7        | -        | -        | -        | 2        | - Vendas (2º a Oricon): 53.913 |
| 2015 | Sixxxxxx - Formatos: CD, Download            | 2        | -        | -        | -        | -        | - Vendas (2º a Oricon): 44.140 |

- "—" mostra que há falta de informação.

### Compilações
| Ano  | Título                                                 | Posições | Posições | Posições | Posições | Posições | Posições | Vendas/certificações                                      |
| Ano  | Título                                                 | JP       | HK       | SG       | CH       | KR       | TW       | Vendas/certificações                                      |
| ---- | ------------------------------------------------------ | -------- | -------- | -------- | -------- | -------- | -------- | --------------------------------------------------------- |
| 2001 | A Best - Formatos: CD, Download                        | 1        | 1        | 1        | 1        | 1        | 1        | - RIAJ Certificação: 5x Milhão (5x Million)               |
| 2003 | A Ballads - Formatos: CD, Download                     | 1        | 1        | 1        | 1        | 1        | 1        | - RIAJ Certificação: 2x milhão (2xMillion)                |
| 2007 | A Best 2: Black - Formatos: CD, Download               | 1        | 1        | 1        | 1        | 1        | 1        | - RIAJ Certificação: 2x milhão (2xMillion)                |
| 2007 | A Best 2: White - Formatos: CD, Download               | 1        | 1        | 1        | 1        | 1        | 1        | - RIAJ Certificação: 2x Milhão (2xMillion)                |
| 2008 | A Complete: All Singles - Formatos: CD, Download       | 1        | 1        | 1        | 1        | 1        | 1        | - RIAJ Certificação: 2x Milhão (2x Million)               |
| 2012 | A Summer Best - Formatos: CD, Download                 | 2        | -        | -        | -        | -        | 2        | - Vendas (2º a Oricon): 139,567 - RIAJ Certificação: Ouro |
| 2014 | Countdown Live 2013–2014 A Vol. 1 - Formatos: Download | -        | -        | -        | -        | -        | -        |                                                           |
| 2014 | Countdown Live 2013–2014 A Vol. 2 - Formatos: Download | -        | -        | -        | -        | -        | -        |                                                           |
| 2014 | Winter Ballad Selection - Formatos: Download           | -        | -        | -        | -        | -        | -        |                                                           |

- "—" mostra que há falta de informação.

### Álbuns de remixes
| Informações do Álbum | Posição | Cópias vendidas |
| --- | ------- | --------------- |
| Ayu-mi-x - Lançamento: 17 de Março de 1999 - Contém um CD com Remixes e outro CD com orquestras acústicas - RIAJ Certificação: Platina Platinum | 4       | 396,800         |
| Super Eurobeat Presents Ayu-ro Mix - Lançamento: 6 de Fevereiro de 2000 - Gênero: Eurobeat - RIAJ Certificação: 2x Platinum                     | 2       | 649,650         |
| Ayu-mi-x II Version Jpn - Lançamento: 8 de Março de 2000 - RIAJ Certificação: Gold                                                              | 6       | 170,990         |
| Ayu-mi-x II Version US+EU - Lançamento: 8 de Março de 2000 - RIAJ Certificação: Platinum                                                        | 2       | 230,030         |
| Ayu-mi-x II Version Acoustic Orchestra - Lançamento: 8 de Março de 2000 - Gênero: Orquestra/Clássico - RIAJ Certificação: Platinum              | 3       | 200,750         |
| Ayu-mi-x II Version Non-Stop Mega Mix - Lançamento: 29 de Março de 2000 - Genre: Non-Stop Mega Mix - RIAJ Certificação: 2x Platinum             | 6       | 515,410         |
| Ayu-mi-x III Non-Stop Mega Mix Version - Lançamento: 28 de Fevereiro de 2001 - Gênero: Non-Stop Mega Mix - RIAJ Certification: Platinum         | 3       | 314,040         |
| Ayu-mi-x III Acoustic Orchestra Version - Lançamento: 28 de Fevereiro de 2001 - Gênero: Orquestra/Clássico - RIAJ Certification: Gold           | 4       | 183,760         |
| Super Eurobeat Presents Ayu-ro Mix 2' - Lançamento: 27 de Setembro de 2001 - Gênero: Eurobeat - RIAJ Certification: Platinum                    | 1       | 435,760         |
| Cyber Trance Presents Ayu Trance - Lançamento: 27 de Setembro de 2001 - Gênero: Trance - RIAJ Certification: Platinum                           | 3       | 391,720         |
| Ayu-mi-x 4 + Selection Non-Stop Mega Mix Version - Lançamento: 20 de Março de 2002 - Gênero: Non-Stop Mega Mix - RIAJ Certificação: Ouro (Gold) | 4       | 152,250         |
| Ayu-mi-x 4 + Selection Acoustic Orchestra Version - Lançamento: 20 de Março de 2002 - Gênero: Orquestra/Clássico                                | 9       | 96,160          |
| Cyber trance presents Ayu trance 2 - Lançamento: 26 de Setembro de 2002 - Gênero: Trance - RIAJ Certificação: Platina (Platinum)                | 3       | 237,781         |
| RMX Works from Ayu-mi-x 5 Non-Stop Mega Mix - Lançamento: 25 de Setembro de 2003 - Gênero: Non-Stop Mega Mix                                    | 18      | 44,047          |
| RMX Works from Cyber trance presents Ayu trance 3 - Lançamento: 25 de Setembro de 2003 - Gênero: Trance                                         | 14      | 55,983          |
| Rmx Works from Super Eurobeat Presents Ayu-ro Mix 3 - Lançamento: 25 de Setembro de 2003 - Gênero: Eurobeat                                     | 13      | 65,102          |
| My Story Classical - Lançamento: 24 de Março de 2005 - Gênero: Orquestra/Clássico - Faixas gravadas com Lamoureux Orchestra (France)            | 4       | 81,664          |
| Ayu-mi-x 6: Gold - Lançamento: 26 de Março de 2008 - Gênero: Dance/Trance                                                                       | 6       | 45,786          |
| Ayu-mi-x 6: Silver - Lançamento: 26 de Março de 2008 - Gênero: Dance/Trance                                                                     | 8       | 42,799          |
| Ayu-mi-x 7 Version House - Lançamento: 20 de abril de 2011 - Gênero: House                                                                      | 7       | 20,490          |
| Ayu-mi-x 7 Version Acoustic Orchestra - Lançamento: 20 de abril de 2011 - Gênero: Acoustic                                                      | 5       | 19,901          |
| Ayu-mi-x 7 Presents Ayu Trance 4 - Lançamento: 20 de abril de 2011 - Gênero: Trance                                                             | 6       | 19,947          |
| Ayu-mi-x 7 Presents Ayu-ro Mix 4 - Lançamento: 20 de abril de 2011 - Gênero: Eurobeat                                                           | 4       | 21,338          |
| A Classical - Lançamento: 8 de janeiro de 2013 - Gênero: Classical                                                                              | 1       | 33,017          |
| Love Classics - Lançamento: 28 de janeiro de 2015                                                                                               | 16      | 8,272           |
| Winter Diary: A7 Classical - Lançamento: 23 de dezembro de 2015                                                                                 | 11      | 9,885           |

- "—" mostra que há falta de informação.

## Singles

### Singles japoneses
| 1995           | "Nothing from Nothing"           | —  | 200 | —   | —   | —       | 290       | —  | — | — | —  | —         | —       | Nothing from Nothing    |  |  |  |  |  |  |  |  |
| 1998           | "Poker Face"                     | —  | 20  | —   | —   | 11,520  | 43,150    | —  | — | — | —  | —         | —       | A Song for XX           |  |  |  |  |  |  |  |  |
| 1998           | "You"                            | —  | 20  | —   | —   | 12,340  | 78,260    | —  | — | — | —  | —         | —       | A Song for XX           |  |  |  |  |  |  |  |  |
| 1998           | "Trust"                          | —  | 9   | 20  | —   | 32,460  | 181,820   | —  | — | — | —  | —         | —       | A Song for XX           |  |  |  |  |  |  |  |  |
| 1998           | "For My Dear..."                 | —  | 9   | —   | —   | 28,590  | 74,440    | —  | — | — | 82 | —         | —       | A Song for XX           |  |  |  |  |  |  |  |  |
| 1998           | "Depend On You"                  | —  | 6   | —   | —   | 36,840  | 131,460   | —  | — | — | —  | —         | —       | A Song for XX           |  |  |  |  |  |  |  |  |
| 1999           | "Whatever"                       | —  | 5   | —   | —   | 70,940  | 189,610   | —  | — | — | —  | —         | —       | LOVEppears              |  |  |  |  |  |  |  |  |
| 1999           | "Love: Destiny"                  | 1  | 1   | 7   | 30  | 70,540  | 650,800   | —  | — | — | —  | —         | —       | LOVEppears              |  |  |  |  |  |  |  |  |
| 1999           | "To Be"                          | —  | 4   | 18  | 67  | 109,860 | 324,500   | —  | — | — | —  | —         | 400,000 | LOVEppears              |  |  |  |  |  |  |  |  |
| 1999           | "Boys & Girls"                   | 1  | 1   | 2   | 11  | 261,750 | 1,038,000 | —  | — | — | —  | —         | —       | LOVEppears              |  |  |  |  |  |  |  |  |
| 1999           | "A"                              | 1  | 1   | 1   | 3   | 508,940 | 1,670,000 | —  | — | — | —  | —         | —       | LOVEppears              |  |  |  |  |  |  |  |  |
| 1999           | "Appears"                        | 1  | 2   | 8   | 81  | 273,760 | 290,550   | —  | — | — | —  | —         | —       | LOVEppears              |  |  |  |  |  |  |  |  |
| 1999           | "Kanariya"                       | 1  | 1   | 6   | 92  | 248,070 | 289,200   | —  | — | — | —  | —         | —       | LOVEppears              |  |  |  |  |  |  |  |  |
| 2000           | "Fly High"                       | 1  | 3   | 12  | 89  | 260,460 | 299,540   | —  | — | — | —  | —         | —       | LOVEppears              |  |  |  |  |  |  |  |  |
| 2000           | "vogue"                          | 1  | 3   | 4   | 23  | 351,740 | 767,660   | —  | — | — | —  | —         | —       | Duty                    |  |  |  |  |  |  |  |  |
| 2000           | "Far away"                       | 1  | 2   | 7   | 43  | 253,530 | 510,460   | —  | — | — | —  | —         | —       | Duty                    |  |  |  |  |  |  |  |  |
| 2000           | "SEASONS"                        | 1  | 1   | 1   | 5   | 552,730 | 1,367,400 | —  | — | — | —  | —         | —       | Duty                    |  |  |  |  |  |  |  |  |
| 2000           | "SURREAL"                        | 1  | 1   | 3   | 60  | 317,240 | 417,210   | —  | — | — | —  | —         | —       | Duty                    |  |  |  |  |  |  |  |  |
| 2000           | "AUDIENCE"                       | 1  | 2   | 7   | 93  | 188,420 | 293,000   | —  | — | — | —  | —         | —       | Duty                    |  |  |  |  |  |  |  |  |
| 2000           | "M"                              | 1  | 1   | 1   | 2   | 541,350 | 1,319,070 | —  | — | — | —  | —         | —       | I am…                   |  |  |  |  |  |  |  |  |
| 2001           | "Evolution"                      | 1  | 1   | 1   | 7   | 503,020 | 955,250   | —  | — | — | 66 | —         | —       | I am…                   |  |  |  |  |  |  |  |  |
| 2001           | "Never Ever"                     | 1  | 1   | 2   | 16  | 423,480 | 757,000   | —  | — | — | —  | —         | —       | I am…                   |  |  |  |  |  |  |  |  |
| 2001           | "Endless Sorrow"                 | 1  | 1   | 2   | 14  | 430,220 | 768,510   | —  | — | — | —  | —         | —       | I am…                   |  |  |  |  |  |  |  |  |
| 2001           | "Unite!"                         | 1  | 1   | 4   | 25  | 365,910 | 571,110   | —  | — | — | —  | —         | —       | I am…                   |  |  |  |  |  |  |  |  |
| 2001           | "Dearest"                        | 1  | 1   | 1   | 17  | 363,730 | 750,420   | —  | — | — | —  | —         | —       | I am…                   |  |  |  |  |  |  |  |  |
| 2001           | "A Song Is Born"                 | 1  | 1   | 3   | 18  | 200,110 | 441,410   | —  | — | — | —  | —         | —       | I am…                   |  |  |  |  |  |  |  |  |
| 2002           | "Daybreak"                       | 2  | 2   | 9   | 57  | 113,170 | 197,140   | —  | — | — | —  | —         | —       | I am…                   |  |  |  |  |  |  |  |  |
| 2002           | "Free & Easy"                    | 1  | 1   | 2   | 15  | 281,090 | 486,520   | —  | — | — | —  | —         | —       | RAINBOW                 |  |  |  |  |  |  |  |  |
| 2002           | "H"                              | 1  | 1   | 1   | 1   | 417,870 | 1,016,000 | —  | — | — | —  | —         | —       | RAINBOW                 |  |  |  |  |  |  |  |  |
| 2002           | "Voyage"                         | 1  | 1   | 1   | 9   | 319,020 | 679,500   | —  | — | — | —  | —         | —       | RAINBOW                 |  |  |  |  |  |  |  |  |
| 2003           | "&"                              | 1  | 1   | 1   | 8   | 287,000 | 592,000   | —  | — | — | —  | —         | 690,000 | Memorial Address        |  |  |  |  |  |  |  |  |
| 2003           | "Forgiveness"                    | 1  | 1   | 2   | 36  | 132,092 | 222,000   | —  | — | — | —  | —         | —       | Memorial Address        |  |  |  |  |  |  |  |  |
| 2003           | "No Way to Say"                  | 1  | 1   | 1   | 32  | 176,229 | 371,171   | —  | — | — | —  | —         | 460,000 | Memorial Address        |  |  |  |  |  |  |  |  |
| 2004           | "Moments"                        | 1  | 1   | 1   | 19  | 157,320 | 303,000   | —  | — | — | —  | 500,000   | 310,000 | MY STORY                |  |  |  |  |  |  |  |  |
| 2004           | "INSPIRE"                        | 1  | 1   | 2   | 16  | 181,325 | 329,145   | —  | — | — | —  | 750,000   | 420,000 | MY STORY                |  |  |  |  |  |  |  |  |
| 2004           | "CAROLS"                         | 1  | 1   | 1   | 20  | 177,778 | 309,128   | —  | — | — | —  | 1,000,000 | 340,000 | MY STORY                |  |  |  |  |  |  |  |  |
| 2005           | "Step You / Is This Love?"       | 1  | 1   | 1   | 19  | 164,008 | 345,340   | —  | — | — | —  | 850,000   | 402,000 | (miss)understood        |  |  |  |  |  |  |  |  |
| 2005           | "Fairyland"                      | 1  | 1   | 4   | 25  | 172,221 | 316,663   | —  | — | — | —  | 850,000   | 388,000 | (miss)understood        |  |  |  |  |  |  |  |  |
| 2005           | "HEAVEN"                         | 1  | 1   | 3   | 23  | 168,540 | 327,111   | —  | — | — | —  | 1,100,000 | —       | (miss)understood        |  |  |  |  |  |  |  |  |
| 2005           | "Bold & Delicious / Pride"       | 1  | 1   | 7   | 73  | 83,708  | 133,000   | —  | — | — | —  | —         | —       | (miss)understood        |  |  |  |  |  |  |  |  |
| 2006           | "Startin' / Born to Be..."       | 1  | 1   | 2   | 51  | 116,034 | 188,551   | —  | — | — | —  | 100,000   | —       | Secret                  |  |  |  |  |  |  |  |  |
| 2006           | "BLUE BIRD"                      | 1  | 1   | 3   | 32  | 160,572 | 258,566   | —  | — | — | 57 | 850,000   | 322,000 | Secret                  |  |  |  |  |  |  |  |  |
| 2007           | "Glitter / Fated"                | 1  | 1   | 3   | 39  | 110,165 | 166,203   | —  | — | — | 3  | 600,000   | 244,000 | Guilty                  |  |  |  |  |  |  |  |  |
| 2007           | "Talkin' 2 Myself"               | 1  | 1   | 6   | 78  | 70,325  | 110,628   | —  | — | — | 17 | —         | 160,630 | Guilty                  |  |  |  |  |  |  |  |  |
| 2007           | "Together When..."               | —  | —   | —   | —   | —       | —         | —  | — | — | 1  | 750,000   | —       | Guilty                  |  |  |  |  |  |  |  |  |
| 2008           | "Mirrorcle World"                | 1  | 1   | 2   | 33  | 145,576 | 193,016   | 2  | — | 2 | 8  | 100,000   | 254,000 | A Complete: All Singles |  |  |  |  |  |  |  |  |
| 2008           | "Days / Green"                   | 1  | 1   | 4   | —   | 127,650 | 190,072   |    | — | 1 | 2  | 100,000   | —       | Next Level              |  |  |  |  |  |  |  |  |
| 2009           | "Rule / Sparkle"                 | 1  | 1   | 4   | 43  | 95,309  | 130,816   | 1  | — | 1 | 22 | —         | —       | Next Level              |  |  |  |  |  |  |  |  |
| 2009           | "Sunrise/Sunset ～LOVE is ALL～" | 1  | 1   | 4   | 50  | 75,352  | 110,169   | 2  | — | 2 | —  | —         | —       | Rock'n'Roll Circus      |  |  |  |  |  |  |  |  |
| 2009           | "You Were.../BALLAD"^            | 1  | 1   |     |     | 44,166  | 103,351   | 1  | — | 1 | —  | —         | —       | Rock'n'Roll Circus      |  |  |  |  |  |  |  |  |
| 2010           | "Moon/Blossom"                   | 1  | 1   | 43  | 70  | 70,568  | 96,490    | 2  | — | — | —  | —         | 100,000 | Love Songs              |  |  |  |  |  |  |  |  |
| 2010           | "Crossroad"                      | 1  | 1   | 14  | 66  | 73,691  | 99,021    | 1  | — | — | —  | —         | 100,000 | Love Songs              |  |  |  |  |  |  |  |  |
| 2010           | "L"                              | 1  | 1   | —   | 71  | 70,715  | 94,573    | 1  | — | — | —  | —         | 100,000 | Love Songs              |  |  |  |  |  |  |  |  |
| 2013           | "Feel The Love/Merry-Go-Round"   | 5  | 16  | 18  | 180 | 30,385  | 37,366    | 7  | — | — | —  | —         | —       | Colours                 |  |  |  |  |  |  |  |  |
| 2014           | "Terminal"                       | 24 | 86  | —   | —   | 2,889   | 4,018     | —  | — | — | —  | —         | —       | Colours                 |  |  |  |  |  |  |  |  |
| 2014           | "Zutto.../Last Minute/Walk"      | 5  | 11  | 113 | 191 | 28,446  | 35,550    | 10 | — | — | —  | —         | —       | A One                   |  |  |  |  |  |  |  |  |
| Singles Nº 1   | Singles Nº 1                     | 39 | 341 | 12  | 1   | —       | —         | 2  | — | 2 | —  | —         | —       |                         |  |  |  |  |  |  |  |  |
| Singles Top 10 | Singles Top 10                   | 45 | 44  | 22+ | 6   | —       | —         | 4  | — | 4 | —  | —         | —       |                         |  |  |  |  |  |  |  |  |
| Singles Top 20 | Singles Top 20                   | 47 | 48  | 22+ | 14  | —       | —         | 4  | — | 4 | —  | —         | —       |                         |  |  |  |  |  |  |  |  |

Footnotes:
- ^ = Ainda está ativo nas Paradas
- "—" mostra que há falta de informação.
- 1 = Exclui "A Song Is Born", uma colaboração com Keiko Yamada.

### Single lançados na Alemãnha
| Nº do Lançamento | Informações                                    |
| ---------------- | ---------------------------------------------- |
| 1º               | Connected - Lançamento: 7 de Abril de 2003     |
| 2º               | M - Lançamento: 27 de Outubro de 2003          |
| 3º               | Depend on You - Lançamento: 8 de Março de 2004 |
| 4º               | Naturally - Lançamento: 18 de Outubro de 2004  |
| 5º               | Appears - Lançamento: 18 de Abril de 2005      |
| 6º               | Unite! - Lançamento: 17 de Novembro de 2005    |

### Singles limitados
| Informações                                                                          | Posição | Cópias vendidas | Notas           |
| ------------------------------------------------------------------------------------ | ------- | --------------- | --------------- |
| The Other Side One: Hex Hector - Lançamento: 31 de Janeiro de 2001                   | 33      | 10,000          | Edição Limitada |
| The Other Side Two: Junior Vasquez - Lançamento: 31 de Janeiro de 2001               | 10      | 54,000          | Edição Limitada |
| The Other Side Three: Thunderpuss, Soul Solution - Lançamento: 31 de Janeiro de 2001 | 12      | 50,000          | Edição Limitada |
| The Other Side Four: System F, Vincent De Moor - Lançamento: 31 de Janeiro de 2001   | 11      | 54,000          | Edição Limitada |
| Poker Face - Lançamento: 28 de February de 2001                                      | 31      | 24,000          | Re-lançamento   |
| You - Lançamento: 28 de February de 2001                                             | 25      | 36,000          | Re-lançamento   |
| Trust - Lançamento: 28 de February de 2001                                           | 29      | 24,000          | Re-lançamento   |
| For My Dear... - Lançamento: 28 de February de 2001                                  | 33      | 23,000          | Re-lançamento   |
| Depend on You - Lançamento: 28 de February de 2001                                   | 27      | 28,000          | Re-lançamento   |
| Whatever - Lançamento: 28 de Fevereiro de 2001                                       | 28      | 28,000          | Re-lançamento   |
| Love: Destiny - Lançamento: 28 de Fevereiro de 2001                                  | 30      | 30,000          | Re-lançamento   |
| To Be - Lançamento: 28 de Fevereiro de 2001                                          | 26      | 29,000          | Re-lançamento   |
| Excerpts from Ayu-mi-x III: 001 - Lançamento: 21 de Novembro de 2001                 | 44      | 21,000          | Edição Limitada |
| Excerpts from Ayu-mi-x III: 002 - Lançamento: 13 de Dezembro de 2001                 | 34      | 18,000          | Edição Limitada |
| Excerpts from Ayu-mi-x III: 003 - Lançamento: 13 de Dezembro de 2001                 | 36      | 17,000          | Edição Limitada |
| Excerpts from Ayu-mi-x III: 004 - Lançamento: 13 de Dezembro de 2001                 | 35      | 17,000          | Edição Limitada |
| Excerpts from Ayu-mi-x III: 005 - Lançamento: 26 de Dezembro de 2001                 | 32      | 16,000          | Edição Limitada |
| Excerpts from Ayu-mi-x III: 006 - Lançamento: 26 de Dezembro de 2001                 | 30      | 16,000          | Edição Limitada |
| H - Lançamento: 7 de Novembro de 2002                                                | -       | -               | Edição Limitada |

Obs.: Para todas as Certificações de Vendas acima:

### Outras aparições
| Lançamento | Artista         | Álbum          | Título                                  | Notas                                           |
| ---------- | --------------- | -------------- | --------------------------------------- | ----------------------------------------------- |
| 26/11/1998 | Vários Artistas | Avex the Album | "A" m.c.A·T & Ayumi Hamasaki            | Álbum de comemoração ao 10º Aniversário da Avex |
| 23/01/2002 | Vários Artistas | Song+Nation    | "A Song Is Born" Ayumi Hamasaki & Keiko | Álbum para Caridade                             |

## Vinís

### Vinís japoneses
- 5 de Junho, 1999 – "Depend on You"
- 19 de Junho, 1999 – "A Song for XX", "From Your Letter", "Poker Face" e "Signal"
- 3 de Julho, 1999 – "Hana", "Powder Snow", "Trust", "Wishing" e "As If..."
- 17 de Julho, 1999 – "Friend II", "Two of Us" e "You"
- 11 de Agosto, 1999 – Ayu-mi-x Box Set
- 1999 – Boys & Girls
- 6 de Outubro, 1999 – A - Side NYC
- 6 de Outubro, 1999 – A - Side TYO
- 18 de Outubro, 1999 – Super Eurobeat J-EURO 1
- 28 de Janeiro, 2000 – Appears/Whatever
- 22 de Março, 2000 – Appears
- 31 de Maio, 2000 – Ayu-mi-x II Version Jpn
- 10 de Outubro, 2000 – Far Away, Vogue e Seasons
- 27 de Dezembro, 2000 – Audience e Surreal
- 1 de Fevereiro, 2001 – Ayu-mi-x III Promo
- 14 de Julho, 2001 – Evolution e M
- 11 de Agosto, 2001 – Endless Sorrow, Never Ever e Unite!
- 16 de Setembro, 2001 – M
- 26 de Setembro, 2001 – Excerpts from Ayu-mi-x-III-1, Excerpts from Ayu-mi-x-III-2 e Excerpts from Ayu-mi-x-III-3
- Outubro de 2001 – Super Eurobeat Promo 1 e Super Eurobeat Promo 2
- 11 de Novembro, 2001 – M
- 13 de Julho, 2002 – Daybreak e Dearest
- Novembro de 2005 – Super J-Trance Promo

### Vinís Americanos
- 1999 — Boys & Girls
- 27 de Maio, 2001 — Appears
- 12 de Junho, 2001 — Kanariya
- 12 de Agosto, 2001 — Duty e Evolution
- Setembro de 2001 — Trauma
- 2001 — M
- 2001 — Too Late

### Vinís Britânicos
- 21 de Julho, 2001 — Monochrome
- 2001 — M

### Vinís Germânicos
- 15 de Novembro, 2002 — Connected
- 29 de Fevereiro, 2003 — Connected - Remixes
- 6 de Setembro, 2003 — M - Remixes
- 26 de Setembro, 2003 — M - Remixes (CD 2)
- 2 de Novembro, 2003 — M - Remixes (CD 3)
- 16 de Janeiro, 2004 — Depend on You - Remixes
- 26 de Fevereiro, 2004 — Depend on You - Remixes (CD 2)
- 2 de Setembro, 2004 — Naturally - Remixes
- 16 de Setembro, 2004 — Naturally - Remixes (CD 2)
- 17 de Fevereiro, 2005 — Appears (Single original)
- 10 de Março, 2005 — Appears - Remixes
- 21 de Outubro, 2005 — Unite! - Remixes
- 24 de Outubro, 2005 — Unite! - Remixes (CD 2)

### Vinís Espanhóis
- 5 de Maio, 2004 — M

## DVDs

### Com Videoclipes
- A Film for XX (15.09.1999)
- A Clips (23.02.2000)
- Hamasaki Ayumi (29.03.2000)
- Vogue Far Away Seasons (DVD Single; 20.09.2000)
- Surreal (DVD Single; 13.12.2000)
- M (DVD Single; 07.02.2001)
- Evolution (DVD Single; 13.06.2001)
- A Clips Vol.2 (13.03.2002)
- Someday My Prince Will Come (2002)
- A Complete Clip Box (25.02.2004)

### Filmografia
- Sumomo mo momo (すもももももも; 1995)
- Like Grains of Sand (Como Grãos de Areia; 1995)
- Gakko II (学校I; 1996)
- Tsuki ni Shizumu (月に沈む; Sinking into the Moon) a música "Voyage" foi o tema deste filme, e o PV tem cenas do mesmo. (13.11.2002)
- Distance Love (Glitter/Fated) Curta-metragem. (18.07.2007)

### DVD-Audio
- Rainbow (09.07.2003)
- Carols (29.09.2004)
- My Story (24.03.2005)

### Super Audio CD (SACD)
- Carols (Single; 29.09.2004)
- My Story (Álbum; 24.03.2005)

### Vendas por ano
| Ano   | Vendas     |
| ----- | ---------- |
| 1998  | 509,130    |
| 1999  | 8,224,880  |
| 2000  | 10,294,210 |
| 2001  | 10,496,613 |
| 2002  | 7,120,864  |
| 2003  | 3,620,132  |
| 2004  | 2,244,840  |
| 2005  | 1,357,339  |
| 2006  | 1,977,992  |
| 2007  | 1,882,463  |
| 2008  | 1,954,006  |
| 2009  | 985,883    |
| 2010  |            |
| Total | 50,310,929 |